# Anatoli Anatoljewitsch Tischtschenko
Anatoli Anatoljewitsch Tischtschenko (russisch Анатолий Анатольевич Тищенко; * 18. Juli 1970 in Belaja Kalitwa) ist ein ehemaliger russischer Kanute.

## Erfolge
Anatoli Tischtschenko nahm viermal an Olympischen Spielen teil. Sein Olympiadebüt gab er 1992 in Barcelona für das Vereinte Team und gehörte mit Sjarhej Kalesnik zum Aufgebot im Zweier-Kajak über 500 Meter. Als Sieger ihres Vorlaufs und Zweite ihres Halbfinallaufs gelang ihnen die Qualifikation für das Finale, in dem sie nicht über den neunten und damit letzten Platz hinauskamen. Bei den Olympischen Spielen 1996 in Atlanta nahm er in zwei Wettbewerben teil. Im Zweier-Kajak erreichte er mit Oleg Gorobi über 500 Meter nach Rang drei im Vorlauf und Rang zwei im Halbfinale den Endlauf, bei dem die beiden nach 1:29,677 Minuten als Vierte knapp einen Medaillengewinn verpassten. Außerdem gehörte er zum russischen Aufgebot im Vierer-Kajak auf der 1000-Meter-Strecke, dessen Besetzung neben ihm aus Sergei Werlin, Georgi Zybulnikow und Oleg Gorobi bestand. Mit einem zweiten Platz im Vorlauf qualifizierten sie sich direkt für den Endlauf, den sie auf dem dritten Platz beendeten. In 2:53,996 Minuten erreichten sie hinter der siegreichen deutschen Mannschaft sowie den Ungarn auf dem Bronzerang die Ziellinie.
Vier Jahre darauf startete Tischtschenko bei den Spielen in Sydney erneut in zwei Konkurrenzen. Dabei trat er unter anderem im Einer-Kajak über 500 Meter an und verpasste als Fünfter seines Halbfinallaufs den Finaleinzug. Im Vierer-Kajak gelang ihm dagegen der erneute Finaleinzug. Den Endlauf beendete die Mannschaft in 2:59,778 Minuten auf Rang sieben. Bei den Olympischen Spielen 2004 in Athen nahm Tischtschenko mit Wladimir Gruschichin in den beiden Wettbewerben im Zweier-Kajak teil. Über 500 Meter erreichten sie nach einem zweiten Platz im Halbfinale den Endlauf, in dem sie allerdings den neunten und damit letzten Platz belegten. Auf der 1000-Meter-Strecke beendeten sie ihren Vorlauf ebenfalls auf dem letzten Platz und schieden schließlich als Fünfte ihres Halbfinallaufs aus.
Insgesamt 15 Medaillen gewann Anatoli Tischtschenko bei Weltmeisterschaften. Seine erste Medaille sicherte er sich 1989 in Plowdiw mit Sjarhej Kalesnik im Zweier-Kajak über 500 Meter, als er die Silbermedaille gewann. 1990 in Posen gewann er im Vierer-Kajak über 1000 Meter ebenfalls Silber und wurde mit Kalesnik über 500 Meter diesmal Weltmeister. Drei Jahre später gelang ihm bei den Weltmeisterschaften in Kopenhagen im Vierer-Kajak über 500 Meter der Titelgewinn, während er im Vierer-Kajak über 1000 Meter seine erste Bronzemedaille gewann. Im Vierer-Kajak wurde er 1994 in Mexiko-Stadt sowohl über 200 Meter als auch über 500 Meter und 1000 Meter Weltmeister. 1995 wiederholte er in Duisburg diesen Erfolg auf der 500-Meter-Strecke, während er über 200 Meter im Vierer-Kajak den zweiten Platz belegte. Bei den Weltmeisterschaften 1997 in Dartmouth gewann er im Vierer-Kajak über 200 Meter seinen fünften und letzten Weltmeistertitel. 1998 beendete er in Szeged den Wettkampf im Zweier-Kajak über 200 Meter mit Sergei Werlin auf dem zweiten und im Vierer-Kajak über 1000 Meter auf dem dritten Platz. Er sicherte sich 1999 in Mailand im Vierer-Kajak über 200 Meter die Bronzemedaille. 2003 folgte in Gainesville mit Bronze im Vierer über 500 Meter sein letzter Medaillengewinn bei einer Weltmeisterschaft.
Darüber hinaus belegte Tischtschenko bei den Europameisterschaften 1997 in Plowdiw im Vierer-Kajak über 200 Meter den zweiten und über 500 Meter den dritten Platz. Zwei Jahre später gewann er in Zagreb bei den Europameisterschaften im Zweier-Kajak mit Sergei Werlin die Bronzemedaille. 2000 wurde er in Posen im Vierer-Kajak auf der 500-Meter-Strecke ebenso Dritter wie bei den Europameisterschaften 2004 an selber Stelle mit Wladimir Gruschichin im Zweier-Kajak über 500 Meter.
Seine Schwester Olga Tischtschenko nahm von 1992 bis 2000 dreimal an den olympischen Kanuwettkämpfen im Vierer-Kajak teil.